# Rosja na Letnich Igrzyskach Olimpijskich 2008
Rosję na Letnich Igrzyskach Olimpijskich 2008 reprezentowało 455 sportowców w 26 dyscyplinach. Był to czwarty start Rosjan na letnich igrzyskach olimpijskich od rozpadu ZSRR. 

## Zdobyte medale
| Medal  | Zawodnik | Dyscyplina sportowa    | Konkurencja                                          |
| ------ | --- | ---------------------- | ---------------------------------------------------- |
| Złoto  | Nazir Mankijew | Zapasy                 | styl klasyczny do 55 kg mężczyzn                     |
| Złoto  | Isłambiek Albijew | Zapasy                 | styl klasyczny do 60 kg mężczyzn                     |
| Złoto  | Asłanbiek Chusztow | Zapasy                 | styl klasyczny do 96 kg mężczyzn                     |
| Złoto  | Walerij Borczin | Lekkoatletyka          | chód na 20 km mężczyzn                               |
| Złoto  | Swietłana Bojko Jewgienija Łamonowa Wiktorija Nikiszyna Aida Szanajewa | Szermierka             | floret drużynowo kobiet                              |
| Złoto  | Jelena Diemientjewa | Tenis ziemny           | gra pojedyncza kobiet                                |
| Złoto  | Gulnara Samitowa-Gałkina | Lekkoatletyka          | bieg na 3000 m z przeszkodami kobiet                 |
| Złoto  | Jelena Isinbajewa | Lekkoatletyka          | skok o tyczce kobiet                                 |
| Złoto  | Mawlet Batirow | Zapasy                 | styl wolny do 60 kg mężczyzn                         |
| Złoto  | Andriej Silnow | Lekkoatletyka          | skok wzwyż mężczyzn                                  |
| Złoto  | Larisa Ilczenko | Pływanie               | 10 km stylem dowolnym kobiet                         |
| Złoto  | Anastasija Dawydowa Anastasija Jermakowa | Pływanie synchroniczne | pary kobiet                                          |
| Złoto  | Buwajsa Sajtijew | Zapasy                 | styl wolny do 74 kg mężczyzn                         |
| Złoto  | Olga Kaniskina | Lekkoatletyka          | chód na 20 km kobiet                                 |
| Złoto  | Szyrwani Muradow | Zapasy                 | styl wolny do 96 kg mężczyzn                         |
| Złoto  | Andriej Moisiejew | Pięciobój nowoczesny   | mężczyzn                                             |
| Złoto  | Jewgienija Polakowa Aleksandra Fiedoriwa Julija Guszczina Julija Czermoszanska | Lekkoatletyka          | sztafeta 4 × 100 m kobiet                            |
| Złoto  | Maksim Opalew | Kajakarstwo            | C-1 500 m mężczyzn                                   |
| Złoto  | Elwira Chasjanowa Anastasija Dawydowa Marija Gromowa Natalia Iszczenko Anastasija Jermakowa Olga Kuszela Swietłana Romaszina Anna Szorina | Pływanie synchroniczne | drużynowo kobiet                                     |
| Złoto  | Jewgienija Kanajewa | Gimnastyka             | gimnastyka artystyczna wielobój indywidualnie kobiet |
| Złoto  | Rachim Czachkijew | Boks                   | waga ciężka (do 91 kg) mężczyzn                      |
| Złoto  | Margarita Alijczuk Anna Gawrilenko Tatiana Gorbunowa Jelena Posiewina Daria Szkurichina Natalia Zujewa | Gimnastyka             | gimnastyka artystyczna układ zbiorowy kobiet         |
| Złoto  | Aleksiej Tiszczenko | Boks                   | waga lekka (do 60 kg) mężczyzn                       |
| Srebro | Chasan Barojew | Zapasy                 | styl klasyczny do 120 kg mężczyzn                    |
| Srebro | Robert Jurij Kunakow Dmitrij Sautin | Skoki do wody          | trampolina 3 m pary synchronicznie mężczyzn          |
| Srebro | Julija Pakalina Anastasija Pozdniakowa | Skoki do wody          | trampolina 3 m pary synchronicznie kobiet            |
| Srebro | Lubow Gałkina | Strzelectwo            | karabin pneumatyczny 10 m kobiet                     |
| Srebro | Natalia Padierina | Strzelectwo            | pistolet pneumatyczny 10 m kobiet                    |
| Srebro | Nikita Łobincew Jewgienij Łagunow Daniła Izotow Aleksandr Suchorukow | Pływanie               | sztafeta 4 × 200 m stylem dowolnym mężczyzn          |
| Srebro | Marina Szajnowa | Podnoszenie ciężarów   | do 58 kg kobiet                                      |
| Srebro | Oksana Sliwienko | Podnoszenie ciężarów   | do 69 kg kobiet                                      |
| Srebro | Dinara Safina | Tenis ziemny           | gra pojedyncza kobiet                                |
| Srebro | Alona Kartaszowa | Zapasy                 | styl wolny do 63 kg kobiet                           |
| Srebro | Julija Pakalina | Skoki do wody          | trampolina 3 m indywidualnie kobiet                  |
| Srebro | Tatjana Lebiediewa | Lekkoatletyka          | trójskok kobiet                                      |
| Srebro | Dmitrij Kłokow | Podnoszenie ciężarów   | do 105 kg mężczyzn                                   |
| Srebro | Bachtijar Achmetow | Zapasy                 | styl wolny do 120 kg mężczyzn                        |
| Srebro | Jewgienij Czigaszew | Podnoszenie ciężarów   | powyżej 105 kg mężczyzn                              |
| Srebro | Marija Abakumowa | Lekkoatletyka          | rzut oszczepem kobiet                                |
| Srebro | Tatjana Lebiediewa | Lekkoatletyka          | skok w dal kobiet                                    |
| Srebro | Jewgienij Łukjanienko | Lekkoatletyka          | skok o tyczce mężczyzn                               |
| Srebro | Aleksandr Kostogłod Siergiej Ulegin | Kajakarstwo            | C-2 500 m mężczyzn                                   |
| Srebro | Jekatierina Andriuszina Irina Bliznowa Jelena Dmitriewa Anna Kariejewa Jekatierina Mariennikowa Jelena Polenowa Irina Połtorackaja Ludmiła Postnowa Roksana Romienskaja Natalia Szipiłowa Maria Sidorowa Inna Suslina Emilija Turej Jana Uskowa | Piłka ręczna           | turniej kobiet                                       |
| Srebro | Julija Guszczina Ludmiła Litwinowa Tatjana Firowa Anastasija Kapaczinska | Lekkoatletyka          | sztafeta 4 × 400 m kobiet                            |
| Brąz   | Dmitrij Dobroskok Gleb Galpierin | Skoki do wody          | wieża 10 m pary mężczyzn                             |
| Brąz   | Aleksiej Alipow | Strzelectwo            | trap mężczyzn                                        |
| Brąz   | Arkadij Wiatczanin | Pływanie               | 100 m stylem grzbietowym mężczyzn                    |
| Brąz   | Arkadij Wiatczanin | Pływanie               | 200 m stylem grzbietowym mężczyzn                    |
| Brąz   | Władimir Isakow | Strzelectwo            | pistolet dowolny 50 m mężczyzn                       |
| Brąz   | Michaił Kuzniecow Dmitrij Łarionow | Kajakarstwo            | kajakarstwo górskie C-2 mężczyzn                     |
| Brąz   | Bair Badionow | Łucznictwo             | indywidualnie mężczyzn                               |
| Brąz   | Nadieżda Jewstuchina | Podnoszenie ciężarów   | do 75 kg kobiet                                      |
| Brąz   | Tatiana Czernowa | Lekkoatletyka          | siedmiobój kobiet                                    |
| Brąz   | Wiera Zwonariowa | Tenis ziemny           | gra pojedyncza kobiet                                |
| Brąz   | Anton Gołocuckow | Gimnastyka             | ćwiczenia wolne mężczyzn                             |
| Brąz   | Chadżimurat Akkajew | Podnoszenie ciężarów   | do 94 kg mężczyzn                                    |
| Brąz   | Jekatierina Wołkowa | Lekkoatletyka          | bieg na 3000 m z przeszkodami kobiet                 |
| Brąz   | Anton Gołoczuczkow | Gimnastyka             | skoki mężczyzn                                       |
| Brąz   | Dmitrij Łapikow | Podnoszenie ciężarów   | do 105 kg mężczyzn                                   |
| Brąz   | Swietłana Fieofanowa | Lekkoatletyka          | skok o tyczce kobiet                                 |
| Brąz   | Biesik Kuduchow | Zapasy                 | styl wolny do 55 kg mężczyzn                         |
| Brąz   | Michaił Ignatjew Aleksiej Markow | Kolarstwo              | kolarstwo torowe madison mężczyzn                    |
| Brąz   | Jarosław Rybakow | Lekkoatletyka          | skok wzwyż mężczyzn                                  |
| Brąz   | Georgij Kietojew | Zapasy                 | styl wolny do 84 kg mężczyzn                         |
| Brąz   | Dienis Niżegorodow | Lekkoatletyka          | chód na 50 km mężczyzn                               |
| Brąz   | Gieorgij Bałakszyn | Boks                   | waga musza (do 51 kg) mężczyzn                       |
| Brąz   | Irina Kalentiewa | Kolarstwo              | cross-country kobiet                                 |
| Brąz   | Maksim Dyłdin Władysław Frołow Anton Kokorin Dienis Aleksiejew | Lekkoatletyka          | sztafeta 4 × 400 m mężczyzn                          |
| Brąz   | Swietłana Abrosimowa Becky Hammon Marina Karpunina Ilona Korstin Marina Kuzina Jekatierina Lisina Irina Osipowa Oksana Rachmatulina Tatiana Szczegolewa Irina Sokołowskaja Maria Stiepanowa Natalia Wodopjanowa                                 | Koszykówka             | turniej kobiet                                       |
| Brąz   | Anna Cziczerowa | Lekkoatletyka          | skok wzwyż kobiet                                    |
| Brąz   | Gleb Galpierin | Skoki do wody          | wieża 10 m indywidualnie mężczyzn                    |
| Brąz   | Jurij Bierieżko Wadim Chamutckich Siergiej Grankin Aleksandr Korniejew Aleksandr Kosariew Aleksiej Kuleszow Maksim Michajłow Aleksiej Ostapienko Siemion Połtawski Siergiej Tietiuchin Aleksiej Wierbow Aleksandr Wołkow                        | Siatkówka              | turniej mężczyzn                                     |